# Smrek (Góry Izerskie)
Smrek (1123 i 1124 m n.p.m.; cz. Smrk, niem. Tafelfichte) – szczyt na zachodnim krańcu Wysokiego Grzbietu Gór Izerskich. Ma dwa wierzchołki oddzielone ledwo zauważalną przełączką. Jest najwyższym szczytem czeskiej części Gór Izerskich.
Wierzchołek 1123 m n.p.m. leży na granicy polsko-czeskiej, w jego pobliżu do 21 grudnia 2007 roku działało turystyczne przejście graniczne Smrk – Stóg Izerski.

## Budowa geologiczna
Cały masyw zbudowany jest ze skał metamorficznych – gnejsów, należących do bloku karkonosko-izerskiego, a ściślej jego północno-zachodniej części – metamorfiku izerskiego. Na północnych zboczach, prawie u podnóża występuje pas łupków łyszczykowych o przebiegu wschód-zachód, a w jego obrębie znajdowały się kopalnie cyny.

## Wieża widokowa
Wierzchołek 1124 m n.p.m. (smrk po czesku świerk) leży po stronie czeskiej. W pobliżu szczytu stoi 20-metrowa, zbudowana w latach 2001–2003 (w miejsce starej z 1892) wieża widokowa, z której przy dobrej widoczności roztacza się rozległa panorama Gór Łużyckich i czeskiej części Gór Izerskich (na południu i zachodzie), Pogórza Izerskiego (na północy), polskiej części Gór Izerskich i Karkonoszy (na wschodzie).

## Pomnik
Na Smreku stoi pomnik Theodora Körnera z 1909 roku, upamiętniający pobyt niemieckiego poety na szczycie w 1809 roku.

## Szlaki turystyczne
Przez szczyt przebiegają następujące szlaki:
- do Novego Mesta pod Smrkem (czeski)
- do przełęczy Předěl (czeski)
- do Czerniawy-Zdroju przez Stóg Izerski

## Galeria

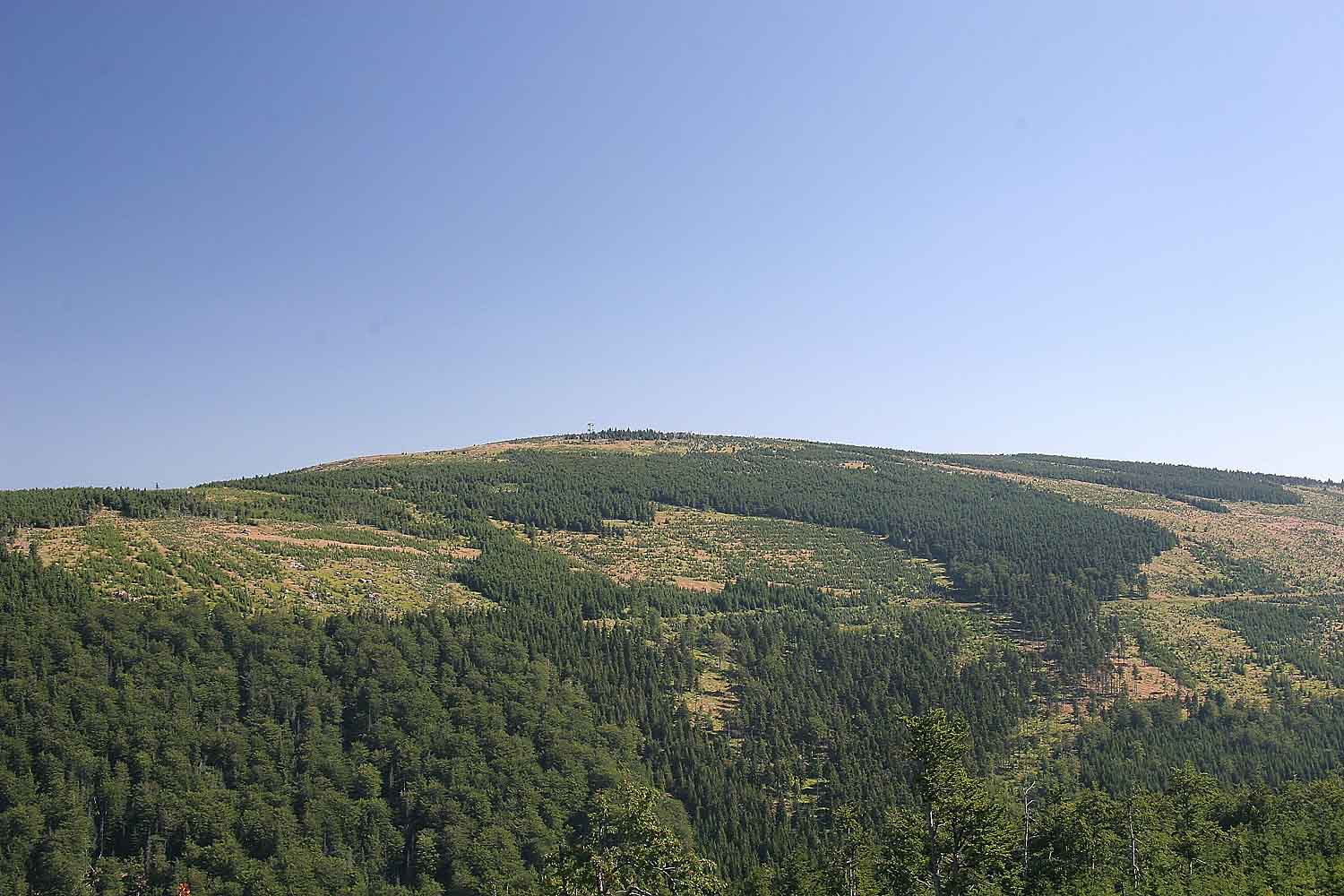
Smrk widziany z Paličníka
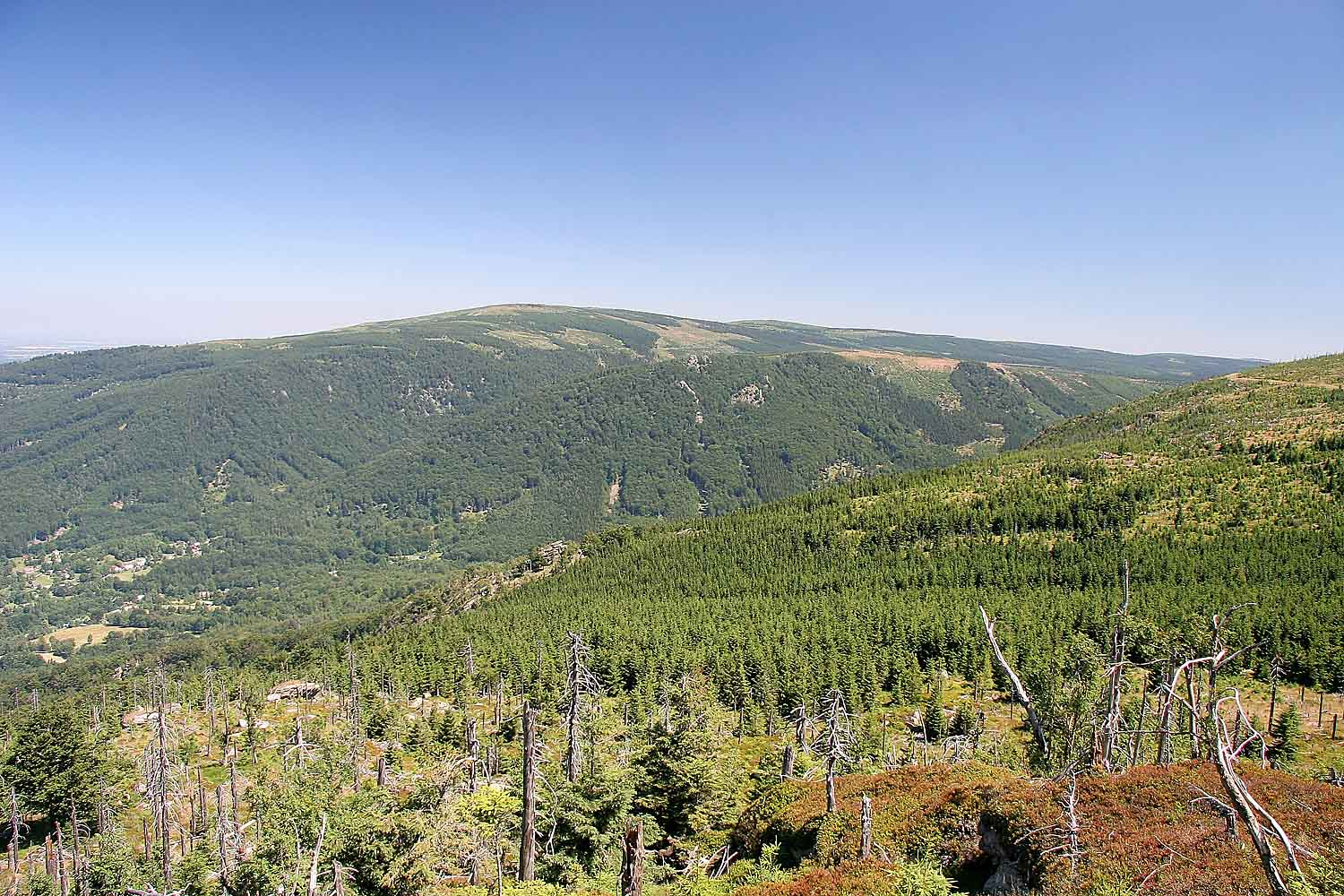
Smrk i Paličník
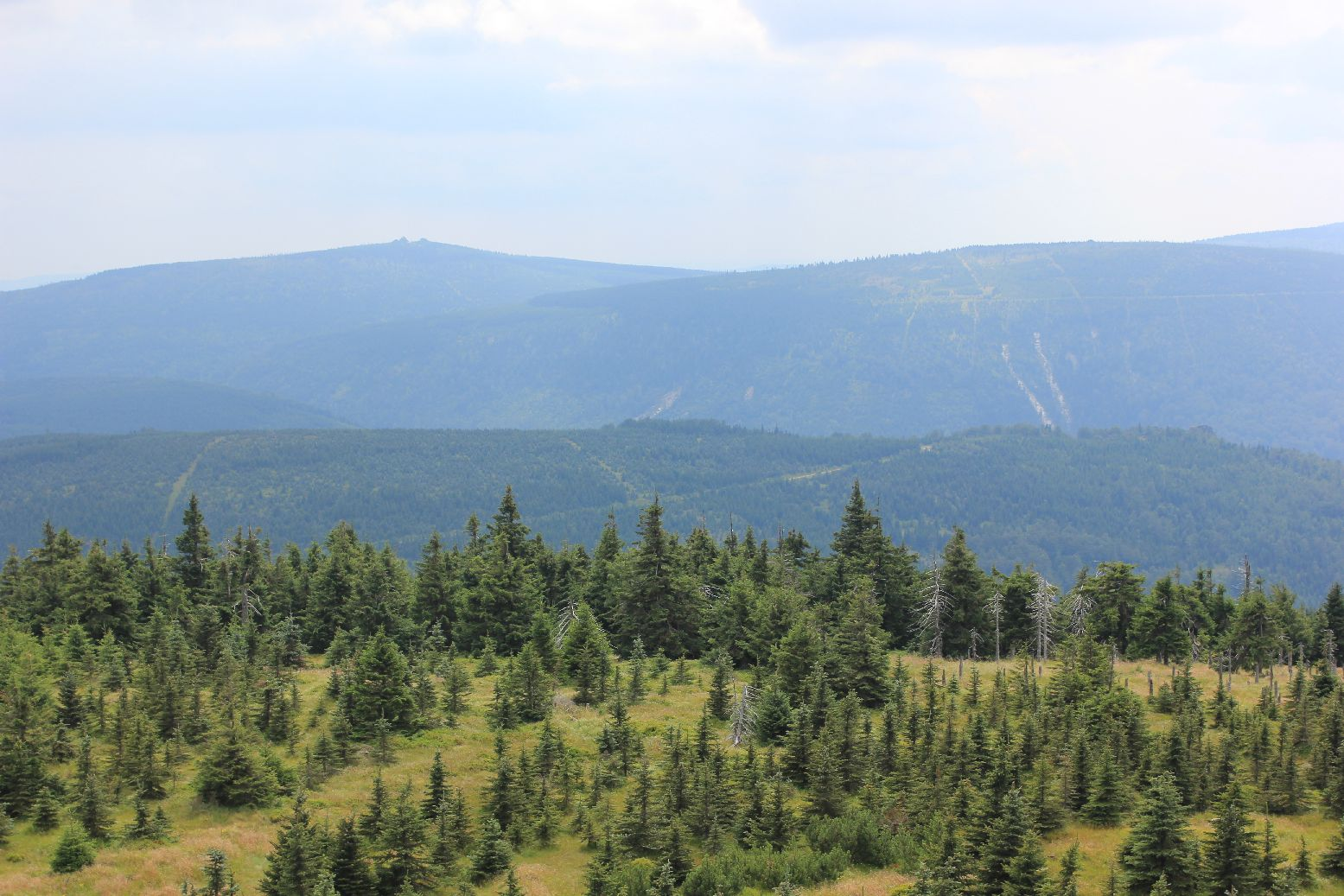
Panorama Karkonoszy
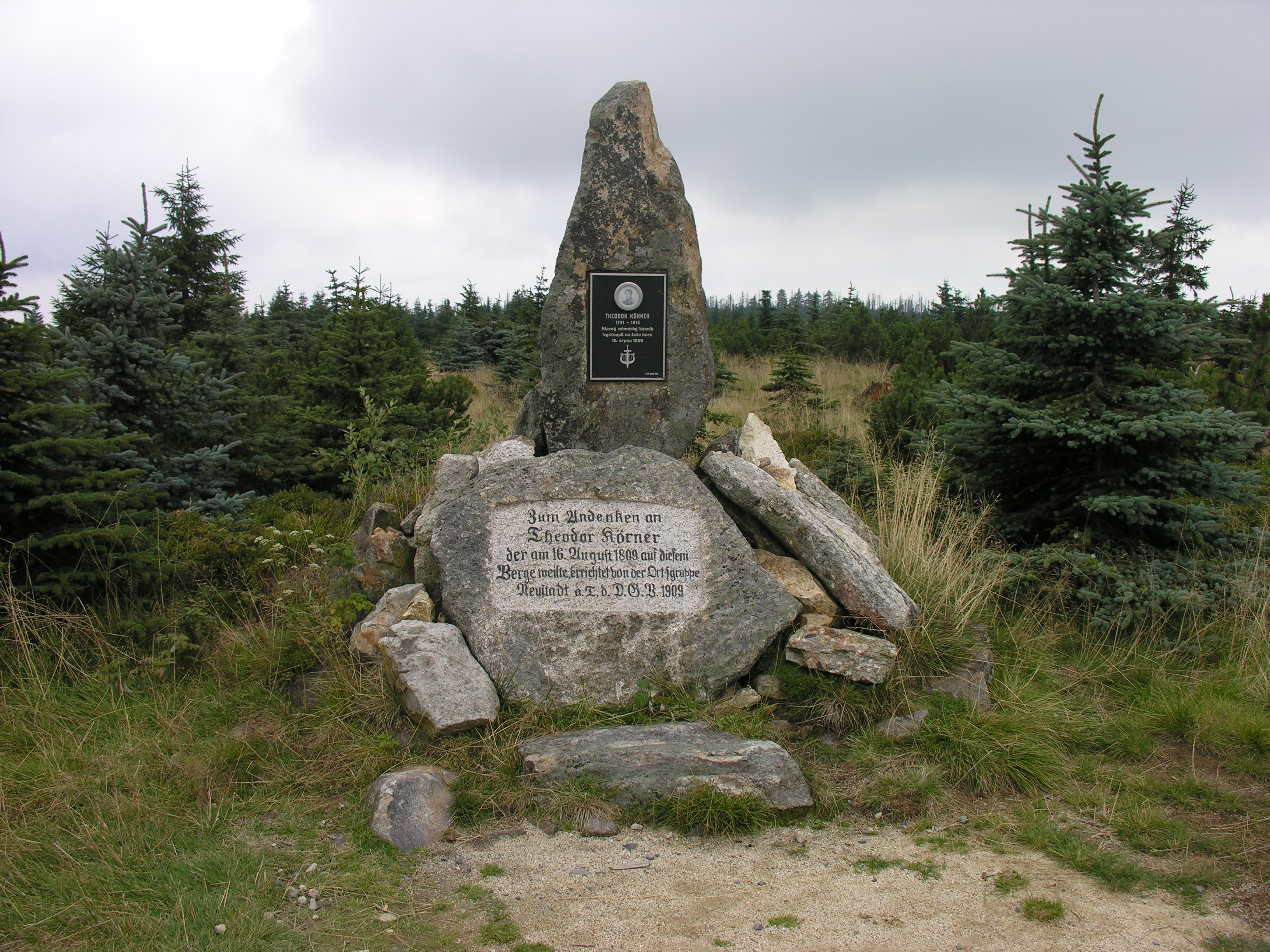
Pomnik Theodora Körnera